# Dupre
Dupre es una localidad de Santa Lucía, que forma parte del distrito de Choiseul.